# Hank C. Burnette
 (septembre 2019).
Si vous disposez d'ouvrages ou d'articles de référence ou si vous connaissez des sites web de qualité traitant du thème abordé ici, merci de compléter l'article en donnant les références utiles à sa vérifiabilité et en les liant à la section « Notes et références ».
Hank C. Burnette, de son vrai nom Sven Åke Högberg, est un guitariste et chanteur suédois, spécialisé dans le rockabilly (surtout instrumental). Il a réalisé de nombreux albums et CD-ROM.

## Biographie
Sven Åke Högberg est né le 12 décembre 1944 à Nilsvallen, un tout petit village de la province de Härjedalen. Durant sa jeunesse, sa famille s'installe à Umeå où il fonde en 1958 son premier groupe, Teddy & The Teddy Bears, qui obtient une certaine célébrité locale, et crée par la suite un autre groupe appelé Little Johnny Combo.
En 1960, sa famille déménage à Oxelösund. Faute d'y trouver des musiciens, Högberg s'équipe d'un studio d'enregistrement pour s'autoproduire en multi-instrumentiste, commence à enregistrer des standards du rock 'n' roll et prend le nom de Hank C. Burnette, en hommage à Hank Williams pour le prénom, à Chet Atkins pour le « C », et à Johnny Burnette pour le nom. En 1967 il signe avec le label américain Blue Horizon.
Fin 1976, il produit pour Sonet l’album « Don’t Mess With My Ducktail » et obtient avec le titre instrumental Spinning Rock Boogie une certaine notoriété internationale.

## Discographie
- 1973 - Multisided [Diwa]
- 1973 - The Hank C. Burnette Sound [United Rock]
- 1974 - Spinnin' Rock Boogie [Southern Sound]
- 1976 - Don't Mess With My Ducktail [Sonet]
- 1977 - Rockabilly Gasseroonie [Sonet]
- 1979 - Hot Licks & Fancy Tricks [Sonet]
- 1980 - No 1 Rockabilly [Jan Records]
- 1985 - Lunatic Boogie (sous le nom « Melvin L. Rockbottom ») [Crazy Records]
- 1987 - Bop Thill I Drop [Wildcat]
- 1988 - Big Hot New Music [Jukebox]
- 1989 - Rock-Ola Ruby [Hank]
- 1992 - Look Out Heart [Caramba!]
- 1995 - My Name Is Hank [Star-Club]
- 1996 - Cruisin' Deuces - From The Vaults [Sunjay]
- 1997 - Rockabilly Revival [Castle]
- 2001 - A Touch Of Memphis [Star-Club]
- 2002 - Straight From The Hip [Pool Sounds]
- 2006 - Blast From The Past